# Llista de capítols de Bola de Drac Super
Bola de drac Super (ドラゴンボール　超, Doragon Bōru Sūpā) és una sèrie de manga japonesa escrita per Akira Toriyama i il·lustrada per Toyotaro. Es tracta d'una seqüela del manga original de Bola de Drac. Segueix les aventures d'en Goku i els seus amics durant el salt temporal de deu anys després de la derrota del Monstre Buu. Va començar la serialització a la revista mensual de manga shōnen de Shueisha V Jump el 20 de juny de 2015.
En català es va començar a publicar dins la versió sèrie vermella, amb el número 212, el 21 de març de 2017 per part de Planeta Cómic. La versió en format volum va arribar a Catalunya el 17 d'octubre de 2017.

## Publicació
Aquí es detalla la publicació del manga en format volum.
| Volum | Títol                                                                         | ISBN                   | Data de publicació     |
| --- | ----------------------------------------------------------------------------- | ---------------------- | ---------------------- |
| 1 | Els guerrers del sisè univers                                                 | ISBN 978-84-9146-001-5 | 17 d'octubre de 2017   |
| Capítols: - Capítol 01: El somni premonitori del déu de la destrucció - Capítol 02: La derrota d'en Goku - Capítol 03: La ira d'en Beerus - Capítol 04: La batalla dels déus - Capítol 05: En Beerus i en Champs - Capítol 06: Els preparatius del torneig - Capítol 07: Els guerrers del sisè univers - Capítol 08: Comença el torneig - Capítol 09: En Goku contra en Botamo                              |                                                                               |                        |                        |
| Han passat uns mesos des de la candent batalla entre en Goku i el monstre Bû...El món ha recuperat la pau, però ara l'amenaça un nou perill!! i aquesta vegada l'enemic ve del “sisè univers”!? |                                                                               |                        |                        |
| 2 | L'univers guanyador!!                                                         | ISBN 978-84-9146-830-1 | 16 d'octubre de 2018   |
| Capítols: - Capítol 10: L'autèntic Frost - Capítol 11: En Vegeta entra en escenaǃǃ - Capítol 12: L'orgull dels guerrers de l'espai - Capítol 13: L'univers guanyadorǃǃ - Capítol 14: Un SOS del futur - Capítol 15: Hopeǃǃ Una nova esperança |                                                                               |                        |                        |
| A instàncies dels déus de la destrucció, s'organitza un torneig d'arts marcials entre els lluitadors del sisè i del setè univers, on pertany en Goku, per decidir qui es quedarà les superboles de drac. A l'equip rival hi ha un Guerrer de l'Espai i en Frost, un individu idèntic a en Freezer. Fins on deu arribar el poder del cavallerós Frost, a qui en Goku s'ha d'enfrontar!?                      |                                                                               |                        |                        |
| 3 | El pla zero humans                                                            | ISBN 978-84-9173-497-0 | 9 d'abril de 2019      |
| Capítols: - Capítol 16: El passat del Trunks del futur - Capítol 17: En Zamasu, el candidat a nou Kaiôhshin del desè univers - Capítol 18: La identitat d'en Goku Black - Capítol 19: L'altre Zamasu - Capítol 20: El pla zero humans |                                                                               |                        |                        |
| En Trunks, ha tornat de nou del futur. Al seu món, un home idèntic a en Goku, en Goku Black, es disposa a exterminar la humanitat. Què serà d'en Goku i en Vegeta que es dirigeixen al futur!? Mentrestant, en Zamasu, candidat a Kaiôshin del desè univers, s'ha fixat en en Goku... |                                                                               |                        |                        |
| 4 | L'última oportunitat cap a l'esperança                                        | ISBN 978-84-9173-498-7 | 8 d'octubre de 2019    |
| Capítols: - Capítol 21: L'última oportunitat cap a l'esperança - Capítol 22: L'últim recurs d'en Zamasu - Capítol 23: L'autèntic valor de les Pothara - Capítol 24: L'evolució d'en Goku |                                                                               |                        |                        |
| En Goku Black, l'ésser que està arrasant el futur d'un món paral·lel, en realitat és en Zamasu, que té un sentit de la justícia tan retorçat que pretén exterminar els éssers humans!! En Goku aprèn l'ona de contenció demoníaca, mafûba, l'única tècnica que permetrà derrotar un ésser immortal com en Zamasu, i se’n torna cap al futur amb en Vegeta a buscar en Trunks, però...!                      |                                                                               |                        |                        |
| 5 | El combat decisiu! Adeu, Trunks                                               | ISBN 978-84-1341-048-7 | 23 de juny de 2020     |
| Capítols: - Capítol 25: En Goku o en Zamasuǃ? - Capítol 26: El combat decisiu! Adeu, Trunks - Capítol 27: Entrenament, rutina i... - Capítol 28: Els déus de la destrucció dels 12 universos |                                                                               |                        |                        |
| Després d'haver aconseguit completar la forma del superguerrer blau, en Goku intenta fer servir una de les tècniques d'en Beerus durant el combat contra en Zamasu, però fracassa i cau en el posterior contraatac. Malgrat tot, la unió amb les Pothara d'en Zamasu es desfà i en Goku Black i ell se separen! Podrà rematar en Goku Black, en Trunks!?                                                    |                                                                               |                        |                        |
| 6 | A la recerca dels millors guerrers!                                           | ISBN 978-84-1341-049-4 | 14 de juliol de 2020   |
| Capítols: - Capítol 29: En Toppo, el candidat a déu de la destrucció de l'onzè univers - Capítol 30: L'home anomenat Jiren - Capítol 31: A la recerca dels millors guerrers! - Capítol 32: A la recerca dels millors guerrers! 2 |                                                                               |                        |                        |
| Se celebrarà el Torneig del Poder, organitzat per ses majestats Zen'ô!! El combat de demostració dels déus de la destrucció s'acaba i s'estableixen les regles bàsiques. A més, resulta que tots els universos, excepte el vencedor del torneig, seran exterminats. En Goku comença a voltar com un boig per reclutar els 10 lluitadors més poderosos del setè univers sense comptar les deïtats, però...!! |                                                                               |                        |                        |
| 7 | Una lluita per la supervivència dels universos! Comença el Torneig del Poder! | ISBN 978-84-1341-050-0 | 20 d'octubre de 2020   |
| Capítols: - Capítol 33: Una lluita per la supervivència dels universos! Comença el Torneig del Poder! - Capítol 34: El primer univers eliminat - Capítol 35: En Hit contra en Jiren - Capítol 36: Uns lluitadors particulars |                                                                               |                        |                        |
| Per fi ha començat el Torneig del Poder, l'esdeveniment del qual depèn la supervivència dels universos. El setè univers hi participa amb en Goku, els seus amics... i també en Freezer! Els nostres herois s'endinsen en una batalla amb tants participants com gent poderosa... però llavors en Freezer es topa en Frost!                                                                                  |                                                                               |                        |                        |
| 8 | Rastres del desvetllament d'en Son Goku                                       | ISBN 978-84-1341-581-9 | 27 de gener de 2021    |
| Capítols: - Capítol 37: La superguerrera Kale es desperta - Capítol 38: L'últim recurs del sisè univers - Capítol 39: Rastres del desvetllament d'en Son Goku - Capítol 40: En Jiren contra el setè univers |                                                                               |                        |                        |
| El Torneig del Poder reuneix els guerrers més poderosos dels universos. La Kale, una guerrera de l'espai del sisè univers, es descontrola i comença a aniquilar els universos participants un rere l'altre. El setè univers, amb en Goku al capdavant, aspira a convertir-se en campió amb els sis lluitadors que li queden. Com acabarà aquesta lluita per la supervivència...!?                           |                                                                               |                        |                        |
| 9 | Fi i conclusió                                                                | ISBN 978-84-1341-582-6 | 24 de març de 2021     |
| Capítols: - Capítol 41: Ultrainstint - Capítol 42: Fi i conclusió - Capítol 43: Agents de la Patrulla Galàcticaǃ - Capítol 44: El fugitiu Moro |                                                                               |                        |                        |
| Al Torneig del Poder ja només queden en Goku i els seus, del setè univers, i en Jiren per part de l'onzè. Acorralat pel poder aclaparador d'en Jiren, en Goku per fi aconsegueix activar l'ultrainstint i s'enfronta al seu rival, però...! D'altra banda, a la Terra, el monstre Bû corre perill...!? |                                                                               |                        |                        |
| 10 | El desig d'en Moro                                                            | ISBN 978-84-1341-618-2 | 19 de maig de 2021     |
| Capítols: - Capítol 45: El poder demoníac d'en Moro - Capítol 46: L'afebliment del planeta Nàmec - Capítol 47: Les boles de drac robades - Capítol 48: El desig d'en Moro |                                                                               |                        |                        |
| L'atroç criminal Moro, que va ser capturat fa 10 milions d'anys, s'escapa de la Presó Galàctica i va al nou planeta Nàmec a buscar les boles de drac amb la intenció de recuperar el poder que tenia a la seva millor època. En Goku i en Vegeta se n'hi van per plantar-li cara, però en Moro els absorbeix l'energia...!                                                                                  |                                                                               |                        |                        |
| 11 | La gran fuga                                                                  | ISBN 978-84-1341-672-4 | 7 de juliol de 2021    |
| Capítols: - Capítol 49: Batalla a l'espai - Capítol 50: La gran fuga - Capítol 51: Els plans de cadascú - Capítol 52: L'entrenament d'en Goku i en Vegeta |                                                                               |                        |                        |
| El Gran Kaiôshin apareix de dins d'en Bû i s'apunta a la batalla contra el malvat Moro, que comença a l'espai i acaba altre cop al nou planeta Nàmec. Malauradament, per culpa del tercer desig d'en Moro, en Goku i companyia es troben de cop en desavantatge i es veuen obligats a retirar-se!! Els queda cap manera de fer front a l'enemic!?                                                           |                                                                               |                        |                        |
| 12 | L'autèntica identitat d'en Merus                                              | ISBN 978-84-1341-673-1 | 15 de setembre de 2021 |
| Capítols: - Capítol 53: La Brigada de Bandits Galàctics d'en Saganbo - Capítol 54: En Son Gohan contra en Seven-Three - Capítol 55: L'autèntica identitat d'en Merus - Capítol 56: Els guerrers de la Terra junts |                                                                               |                        |                        |
| El malvat Moro i els fugitius de la Presó Galàctica, que ara són subordinats seus, busquen planetes amb una energia vital elevada i es dediquen a atacar astres de tota la galàxia! La Terra no n'és una excepció: hi apareixen la Brigada de Bandits Galàctics i en Seven-Three, que té l'habilitat de còpia. Els podran plantar cara en Cor Petit i companyia, ara que no hi és en Goku!?                 |                                                                               |                        |                        |
| 13 | Els respectius combats                                                        | ISBN 978-84-9173-032-3 | 24 de novembre de 2021 |
| Capítols: - Capítol 57: Els respectius combats - Capítol 58: Arriba en Son Goku - Capítol 59: L'ultrainstint "presagi" activatǃ - Capítol 60: L'error de càlcul d'en Merus |                                                                               |                        |                        |
| La batalla entre l'exèrcit d'en Moro i els guerrers de la Terra s'intensifica! Aleshores, el mateix Moro baixa a la superfície i fa més fort en Saganbo, amb la qual cosa el combat d'en Son Gohan i companyia es complica. Arribaran a temps en Goku i en Vegeta per salvar-los de la crisi!? |                                                                               |                        |                        |
| 14 | Son Goku, l'agent de la Patrulla Galàctica                                    | ISBN 978-84-9174-648-5 | 26 de gener de 2022    |
| Capítols: - Capítol 61: El nou Vegeta - Capítol 62: Entre l'espasa i la paret - Capítol 63: La determinació d'en Merus - Capítol 64: Son Goku, l'agent de la Patrulla Galàctica |                                                                               |                        |                        |
| En Vegeta torna a la Terra i s'enfronta a en Moro amb un nou poder: la separació forçosa de l'esperit, gràcies a la qual li va disminuint el poder a en Moro. Però ell es guarda un as a la màniga... Resulta que en Seven-Three li ha proporcionat molt més que una simple còpia de seguretat! |                                                                               |                        |                        |
| 15 | Moro el devoraplanetes                                                        | ISBN 978-84-9174-649-2 | 23 de març de 2022     |
| Capítols: - Capítol 65: Son Goku, el terrícola - Capítol 66: Moro el devoraplanetes - Capítol 67: Conclusió... i després... - Capítol 68: Granola el supervivent |                                                                               |                        |                        |
| En Goku completa l'ultrainstint i acorrala en Moro. Malauradament, ell recupera la mà esquerra que li havien tallat, on tenia guardades les habilitats d'en Merus, i d'allà obté l'ultrainstint. Què farà en Goku davant d'aquest poder dels déus!? |                                                                               |                        |                        |
| 16 | El millor guerrer de l'univers                                                | ISBN 978-84-9174-650-8 | 15 de juny de 2022     |
| Capítols: - Capítol 69: L'evolució del planeta Cereal - Capítol 70: El millor guerrer de l'univers - Capítol 71: El pla dels Heeter - Capítol 72: Els guerrers de l'espai i el cerealià |                                                                               |                        |                        |
| En Granola és l'únic supervivent dels cerealians, una raça que va ser aniquilada per l'exèrcit d'en Freezer i els guerrers de l'espai. Després de fer servir les boles de drac del planeta Cereal, en Granola es converteix en el guerrer més poderós de l'univers i decideix revenjar-se. Mentrestant, els Heeter encarreguen a en Goku i en Vegeta que eliminin en Granola!                               |                                                                               |                        |                        |
| 17 | El poder d'un déu de la destrucció                                            | ISBN 978-84-9174-651-5 | 14 de setembre de 2022 |
| Capítols: - Capítol 73: En Goku contra en Granola - Capítol 74: En Vegeta contra en Granola - Capítol 75: El poder d'un déu de la destrucció - Capítol 76: El destí dels guerrers de l'espai |                                                                               |                        |                        |
| En Goku i en Vegeta s'enfronten a en Granola, ara el guerrer més poderós de l'univers, al planeta Cereal. El malentès que els enemista no es desfà i les ànsies de venjança d'en Granola no s'apaivaguen. El combat cada cop és més intens!! |                                                                               |                        |                        |
| 18 | En Bardock, el pare d'en Goku                                                 | ISBN 978-84-9174-652-2 | 25 de gener de 2023    |
| Capítols: - Capítol 77: En Bardock, el pare d'en Goku - Capítol 78: El desig d'en Gas - Capítol 79: En Gas contra en Granola - Capítol 80: En Gas contra en Granola (segona part) |                                                                               |                        |                        |
| El combat d’en Granola contra en Goku i en Vegeta arriba al seu clímax i el cerealià decideix eliminar en Vegeta, encara que impliqui sacrificar-se a si mateix! Aleshores, apareix en Monite i els explica un episodi del passat… |                                                                               |                        |                        |
| 19 | L'orgull d'una raça                                                           | ISBN 978-84-9174-653-9 | 26 d'abril de 2023     |
| Capítols: - Capítol 81: El conflicte d'en Goku - Capítol 82: En Bardock contra en Gas - Capítol 83: En Bardock contra en Gas (segona part) - Capítol 84: L'orgull d'una raça |                                                                               |                        |                        |
| Semblava que en Granola tenia acorralat en Gas, però ell aconsegueix alliberar els seus instints sense perdre el control. En Goku i en Vegeta no saben què fer davant d’un poder tan extraordinari, però intueixen que la clau per derrotar-lo podria trobar-se entre els records del difunt pare d’en Goku, en Bardock.                                                                                    |                                                                               |                        |                        |
| 20 | Un combat al límit                                                            | ISBN 978-84-1140-155-5 | 10 de gener de 2024    |
| Capítols: - Capítol 85: Les respostes de cadascú - Capítol 86: Un combat al límit - Capítol 87: L'aparició del millor guerrer de l'univers - Capítol 88: El naixement de dos superherois |                                                                               |                        |                        |
| Tant en Goku com en Vegeta milloren les seves tècniques per mirar de derrotar en Gas, que ara és el més fort de l’univers, però no se’n surten; llavors, però, en Granola es torna a unir a la batalla! D’altra banda, a la Terra tothom parla d’una parella d’herois misteriosos que actuen per la ciutat... Comença una nova saga                                                                         |                                                                               |                        |                        |
| 21 | Enfrontament amb el doctor Hedo                                               | ISBN 978-84-1140-156-2 | 27 de novembre de 2024 |
| Capítols: - Capítol 89: Apareix un rivalǃ - Capítol 90: Enfrontament amb el doctor Hedo - Capítol 91: Torna l'Exèrcit de la Cinta Vermella - Capítol 92: Uns nous androides |                                                                               |                        |                        |
| Després de l’incident al mont Butterfly, en Trunks investiga el contingut del disc. El que no sap és que un doctor misteriós planeja robar-l’hi a través del nou alumne que ha vingut a classe! A sobre, resulta que el malvat Exèrcit de la Cinta Vermella ha tornat i n’està tramant alguna... |                                                                               |                        |                        |
| 22 | El mestre i el deixeble més poderosos                                         | ISBN 978-84-1161-851-9 | 7 de maig de 2025      |
| Capítols: - Capítol 93: El pla del segrest de la Pan - Capítol 94: Desperta't, Son Gohanǃ - Capítol 95: El mestre i el deixeble més poderosos - Capítol 96: Arriben els Saiyamanǃ |                                                                               |                        |                        |
| En Cor Petit descobreix que l'Exèrcit de la Cinta Vermella està maquinant novament la conquista del món. Per la seva banda, l'Exèrcit enganya el doctor Hedo i l'utilitza per dur a terme el seu pla. Aleshores, en Magenta considera que l'existència d'en Goku i companyia representa un obstacle i decideix començar per liquidar el seu fill, en Son Gohan                                              |                                                                               |                        |                        |